# Paris Centre chrétien
Paris Centre Chrétien (PCC) est une église évangélique charismatique située dans une zone industrielle de La Courneuve, en banlieue nord de Paris. Elle est membre de la Communauté des Églises d'expressions africaines en France (CEAF), qui est membre de la Fédération protestante de France.

## Histoire
En 1985, le pasteur pentecôtiste Selvaraj Rajiah, né en 1952 en Inde, fonde à Paris l'église Parole de Foi Évangélisation Mondiale. En 1986, elle ouvre une école biblique charismatique au Bois de Vincennes. Cette école, au fil des années, connaîtra une certaine popularité .
Elle se fonde sur l'évangélisation et la restauration de la confiance en soi. Après un temps de crise, elle connaît un nouvel essor à partir de 1993, jusqu'à atteindre le stade de 2000 fidèles au début des années 2000. Elle développe un discours marqué par la « parole de foi » , le miracle et la « conversion comme victoire ». Implantée dans une zone industrielle, elle draine des fidèles de La Courneuve, mais aussi de toute l'Île-de-France  et bien au-delà, comme le montre le géographe Frédéric Dejean.
En 2003 l'église est rebaptisée Paris Centre Chrétien. Après la mort du pasteur Selvaraj, le 23 décembre 2011, l'église est prise en charge par Dorothée Rajiah, veuve du fondateur et pasteure elle-même. En 2010, l'église devient membre de la Communauté des Églises d'expressions africaines en France (CEAF), qui est membre de la Fédération protestante de France . En 2019, elle compterait 3,000 membres .

## Croyances
L'église a une confession de foi charismatique . Elle est membre de la Communauté des Églises d'expressions africaines en France (CEAF), membre de la Fédération protestante de France.
Elle croit à la théologie de la prospérité.

## Controverses
L'église a figuré sur le rapport parlementaire sur les sectes de 1995 sous son ancien nom (Parole de Foi Évangélisation Mondiale) pour de présumées dérives sectaires non spécifiées .
En 2005, la MIVILUDES a considéré ce rapport comme étant obsolète en raison de ses nombreuses erreurs et imprécisions .
Également à la tête d'une maison d'édition et d'une société immobilière, Dorothée Rajiah réside au Domaine du Lys-Chantilly, à Lamorlaye, un domaine privé surnommé « Beverly Hills de l’Oise » où le revenu moyen annuel est deux fois supérieur à la moyenne du département.